# کو لای چاک
کو لای چاک (انگلیسی: Ko Lai Chak؛ زادهٔ ۱۰ مهٔ ۱۹۷۶) بازیکن تنیس روی میز اهل چین است.
از افتخارات وی میتوان به کسب مدال نقره تنیس روی میز دو نفره در بازی‌های المپیک تابستانی ۲۰۰۴ اشاره کرد.